# Gust Brouwers
Gustave Marie Jean Hubert Gérard Brouwers , dit Gust, né le 6 mai 1907 à Diepenbeek (Belgique) et mort le 5 décembre 1988, est un footballeur belge. Il évoluait au poste de défenseur droit. 

## Carrière
Brouwers commence le football au SK Roeselare. En 1922 débuts à FC Lessinois et 1924 il fait ses à Courtrai Sport, où il reste quatre saisons, dont trois en Eerste Afdeling (le 2e échelon du football belge de l'époque), puis à l'AA Mouscronnois. 
En 1932, il intègre l'Excelsior de Roubaix, club français récemment converti au professionnalisme. Entre 1934 et 1936, il dispute 27 matchs de D1 et marque un but, à la suite de quoi il arrête sa carrière professionnelle. Il retourne en Belgique, à l'US Tournaisienne puis à l'AA Mouscronnois.

## Statistiques
- 1934-1935 :  Excelsior de Roubaix (D1 : 4 matchs, 1 but)
- 1935-1936 :  Excelsior de Roubaix (D1 : 23 matchs)